# يوسف أحمد (لاعب كرة قدم إماراتي)
يوسف أحمد البلوشي (مواليد 27 أبريل 1994، لاعب كرة قدم إماراتي يجيد اللعب في الهجوم .
مثل سابقاً نادي العين و انتقل إلى نادي الوصل عام 2018 و لعب في النادي العربي في موسم 2023.

## روابط خارجية
- يوسف أحمد البلوشي على موقع Soccerway.com (الإنجليزية)